# Bob Burns (músico)
Robert Lewis «Bob» Burns Jr. (24 de noviembre de 1950-3 de abril de 2015) fue un baterista estadounidense y músico original de la banda Lynyrd Skynyrd.

## Biografía
Burns ayudó a formar Lynyrd Skynyrd en 1964 junto a Ronnie Van Zant, Gary Rossington, Allen Collins y Larry Junstrom y permaneció en la banda hasta 1974. Burns tocó en los primeros demos de la agrupación, grabados en 1970, pero en el álbum Skynyrd's First and... Last, una colección de demos antiguos, la batería es tocada por Rickey Medlocke. El álbum también contiene una grabación de 1972 con Burns en la batería, sugiriendo que Burns puedo haber dejado la banda en 1971 y retornando a ella en 1972. Durante un breve periodo a comienzos de los setenta, Rickey Medlocke ocasionalmente tocó la batería junto a Burns en las presentaciones en vivo, estilo similar al utilizado por The Allman Brothers Band.
Adicionalmente a Skynyrd's First And... Last, Burns tocó en los primeros dos álbumes oficiales de Skynyrd: (Pronounced 'Lĕh-'nérd 'Skin-'nérd) y Second Helping. Abandonó nuevamente la banda en 1974, siendo reemplazado por Artimus Pyle. Burns falleció en Cartersville, Georgia, el 3 de abril de 2015, en un accidente automovilístico.

## Discografía

### Lynyrd Skynyrd
- (Pronounced 'Lĕh-'nérd 'Skin-'nérd) (1973)
- Second Helping (1974)